# Sávio
Sávio Bortolini Pimentel (Vila Velha, 9 de janeiro de 1974) é um empresário, diretor executivo e ex-futebolista brasileiro que atuava como meio-campista ou ponta-esquerda.
Revelado pelo Flamengo, foi ídolo da torcida rubro-negra na década de 1990, quando ganhou o apelido de "Anjo Loiro da Gávea". Também fez sucesso no futebol espanhol, onde atuou por Real Madrid, Zaragoza, Real Sociedad e Levante.

## Carreira

### O início
Formado nas divisões de base da Desportiva Ferroviária, do Espírito Santo, Sávio foi contratado pelo Flamengo em 1988, quando tinha apenas 14 anos de idade.
O jovem e habilidoso meio-campista, com seus dribles pela ponta-esquerda, logo encantou aos torcedores e à mídia esportiva, que passaram a elegê-lo como o futuro "novo Zico". Não apenas pela habilidade que exibia desde sua pouca idade, mas também porque, como Zico, Sávio tinha o físico franzino e, portanto, era bastante suscetível a faltas (o que também o tornou conhecido na imprensa esportiva em meados da década de 1990).
Durante o pré-olímpico para as Olimpíadas de 1996, Sávio foi destaque na Seleção Sub-23, deixando, inclusive, Ronaldo Fenômeno no banco de reservas.
Em 1995, no ano do centenário do Flamengo, formou o chamado ataque dos sonhos, ao lado de Romário e Edmundo. No entanto, prejudicado por um ambiente conturbado, as estrelas do Flamengo não engrenaram. Com a saída de Edmundo apenas cinco meses após sua chegada, a parceria com o Baixinho prosseguiu nos dois anos seguintes, apesar das idas e vinda de Romário. Ainda assim, Sávio relembra com carinho do período:
| “ | Conquistamos títulos e somos uma das melhores duplas do Flamengo em gols. É uma pena que não tivéssemos um time com uma formação mais sólida, capaz de nos levar ao posto de campeão brasileiro, por exemplo. A situação política fora de campo também atrapalhava. | ” |

### Real Madrid
Finalmente, em 1997, para lamento da torcida rubro-negra, Sávio acabou sendo negociado com o Real Madrid. Até então, foi a transferência mais cara da história do Flamengo e uma das maiores do futebol brasileiro.
Sávio jogou no Real Madrid, de 1998 a 2002, e sob o comando de Vicente del Bosque, participou das conquistas de muitos títulos, incluindo uma La Liga (Campeonato Espanhol), três títulos da Liga dos Campeões da UEFA e um Mundial Interclubes. Contudo, mesmo jogando muito bem, durante todo esse período, Sávio sofreu com seguidas contusões que acabaram lhe rendendo poucas oportunidades como titular da equipe. Ainda assim, atuou por mais de 100 vezes com a camisa merengue.
Na temporada de 2001–02, o clube contratou o craque francês Zinédine Zidane, relegando Sávio ao posto de reserva. Sem chances como titular no Real, foi emprestado ao Bordeaux, da França, durante a temporada 2002–03. 
Terceiro brasileiro na história com mais temporadas (cinco) pelo Real Madrid, perdendo apenas para os laterais Roberto Carlos e Marcelo, Sávio se despediu definitivamente do clube merengue em 2003, quando foi vendido ao Zaragoza.

### Zaragoza
Recuperando sua melhor forma física, Sávio logo ganhou a simpatia da torcida, pois foi através de seus ótimos ataques pela ponta-esquerda que o Zaragoza conseguiu conquistar os títulos da Copa do Rei - sobre sua ex-equipe, o Real Madrid - e da Supercopa da Espanha, em 2004. Ainda em 2004, pela La Liga, marcou o gol da vitória por 2 a 1 contra a Real Sociedad no dia 17 de outubro. Suas atuações lhe levaram a ser chamado de "galáctico do Zaragoza", em alusão à como era conhecido o elenco madridista na época.
De fato, o carinho da torcida espanhola, para com Sávio, foi tamanho, que em sua despedida do Zaragoza, o brasileiro acabou sendo ovacionado, em campo, além de ter sido imortalizado no hall dos ídolos do clube.

### Retorno ao Flamengo
Em junho de 2006 voltou ao Flamengo, clube que o revelara, e que Sávio admite ser seu time de coração. Nesta nova passagem pelo rubro-negro, porém, disputou apenas 10 partidas e não marcou nenhum gol. Somando suas duas passagens pelo Fla, o jogador atuou em 261 jogos, com 130 vitórias, 73 empates e 58 derrotas. Marcou 99 gols, conquistou o Campeonato Carioca de 1996 e Copa de Ouro 1996.

### Real Sociedad e Levante
No dia 5 de janeiro de 2007, Sávio voltou à Espanha uma terceira vez, para reforçar o elenco da Real Sociedad, que brigava contra o rebaixamento na La Liga. Sua chegada, porém, não foi suficiente para evitar o descenso do clube basco para a Segunda Divisão Espanhola.
Em seguida, a fim de continuar disputando a primeira divisão da Espanha, Sávio decidiu acertar sua transferência para o Levante em junho de 2007.

### Desportiva Ferroviária e Anorthosis
Tendo rescindido seu contrato com o Levante, no começo de 2008, Sávio retornou a Vila Velha, sua terra natal, quando passou a jogar pelo Desportiva Ferroviária, clube aonde havia treinado, antes de ir para as categorias de base do Flamengo. Seu retorno, nesta época, foi com o objetivo de promover o futebol no Espírito Santo.
Em meados de 2008, acertou sua transferência para o Anorthosis, clube de Chipre, que havia se classificado para a Liga dos Campeões da UEFA. Sávio passou a ser a referência do Anorthosis na Liga dos Campeões, fazendo ótimas partidas. No total, atuou em 20 partidas pela equipe e marcou seis gols.

### Avaí
Sávio confirmou seu retorno ao futebol brasileiro no dia 5 de janeiro de 2010, sendo anunciado pelo Avaí. Chegou ao clube catarinense como o maior reforço do clube para as competições do ano, mas demorou a estrear pois estava fora de ritmo. Ainda assim, teve algumas boas atuações, em especial na Copa do Brasil, porém, devido às seguidas lesões, o seu aproveitamento foi comprometido. No dia 20 de setembro do mesmo ano de sua chegada, foi anunciada a sua saída do clube. Em 31 partidas disputadas pelo clube catarinense, Sávio marcou apenas quatro gols. Em 2011, anunciou sua aposentadoria.

## Seleção Nacional
| “ | Os momentos na Seleção foram bons no Pré-Olímpico, na Argentina, os vários amistosos que me destaquei e até mesmo a Olimpíada. Não guardo nenhuma mágoa de nada, nem mesmo quando eu saí, sempre quis fazer o máximo pela equipe e fiquei muito feliz com o bronze em Atlanta. Não é fácil jogar e muito menos ganhar uma medalha, valorizo muito. | ” |

Em 1996, Sávio teve uma passagem muito boa pela Seleção Olímpica de 1996, deixando Ronaldo Fenômeno no banco. Com esta Seleção Olímpica, ele conquistou o Pré-Olímpico e a medalha de bronze em Atlanta.
Enquanto jogador do Flamengo, Sávio disputou a Copa América de 1995 e os Jogos Olímpicos de 1996. Chegou a atuar pelo Seleção Brasileira principal em mais dois jogos, em 1999 e 2000, quando defendia o Real Madrid.

#### Partidas

##### Seleção Olímpica
- Seleção Olímpica - 19 jogos oficiais (14 vitórias, 2 empates, 3 derrotas) e 14 gols[25]

| Partida | Jogos                      | Data                    | Competição           | Gols |
| 1       | Brasil 5–0 Chile           | 19 de outubro de 1994   | Amistoso             | 3    |
| 2       | Brasil 4–1 Canadá          | 12 de janeiro de 1996   | Amistoso             | 1    |
| 3       | Brasil 5–0 Honduras        | 14 de janeiro de 1996   | Amistoso             | 1    |
| 4       | Brasil 1–0 Estados Unidos  | 18 de janeiro de 1996   | Amistoso             | 1    |
| 5       | Brasil 0–2 México          | 21 de janeiro de 1996   | Amistoso             | 1    |
| 6       | Brasil 2–0 Bulgária        | 11 de fevereiro de 1996 | Amistoso             | 2    |
| 7       | Brasil 1–0 Ucrânia         | 13 de fevereiro de 1996 | Amistoso             | 1    |
| 8       | Brasil 4–1 Peru            | 18 de fevereiro de 1996 | Torneio Pré-Olímpico | 2    |
| 9       | Brasil 3–1 Paraguai        | 21 de fevereiro de 1996 | Torneio Pré-Olímpico | 0    |
| 10      | Brasil 4–1 Bolívia         | 23 de fevereiro de 1996 | Torneio Pré-Olímpico | 0    |
| 11      | Brasil 0–0 Uruguai         | 27 de fevereiro de 1996 | Torneio Pré-Olímpico | 0    |
| 12      | Brasil 5–0 Venezuela       | 1 de março de 1996      | Torneio Pré-Olímpico | 2    |
| 13      | Brasil 3–1 Uruguai         | 3 de março de 1996      | Torneio Pré-Olímpico | 0    |
| 14      | Brasil 2–2 Argentina       | 6 de março de 1996      | Torneio Pré-Olímpico | 1    |
| 15      | Brasil 2–1 Seleção da FIFA | 14 de julho de 1996     | Amistoso             | 0    |
| 16      | Brasil 0–1 Japão           | 21 de julho de 1996     | Jogos Olímpicos      | 0    |
| 17      | Brasil 3–1 Hungria         | 23 de julho de 1996     | Jogos Olímpicos      | 0    |
| 18      | Brasil 1–0 Nigéria         | 25 de julho de 1996     | Jogos Olímpicos      | 0    |
| 19      | Brasil 3–4 Nigéria         | 31 de julho de 1996     | Jogos Olímpicos      | 0    |

- Fonte: Livro - Seleção Brasileira: 1914–2006. Por Antonio Carlos Napoleão, Roberto Assaf[25]

##### Seleção Principal
- Seleção Principal - 24 jogos oficiais (17 vitórias, 6 empates, 1 derrota) e 6 gols[25]

| Partida | Jogo                      | Data                    | Competição            | Gols |
| 1       | Brasil 3–0 Islândia       | 4 de maio de 1994       | Amistoso              | 0    |
| 2       | Brasil 2–0 Iugoslávia     | 23 de dezembro de 1994  | Amistoso              | 0    |
| 3       | Brasil 5–0 Eslováquia     | 22 de fevereiro de 1995 | Amistoso              | 0    |
| 4       | Brasil 1–1 Honduras       | 29 de março de 1995     | Amistoso              | 0    |
| 5       | Brasil 2–1 Polônia        | 29 de junho de 1995     | Amistoso              | 0    |
| 6       | Brasil 1–0 Equador        | 7 de julho de 1995      | Copa América          | 0    |
| 7       | Brasil 2–0 Peru           | 10 de julho de 1995     | Copa América          | 0    |
| 8       | Brasil 3–0 Colômbia       | 13 de julho de 1995     | Copa América          | 0    |
| 9       | Brasil 2–2 Argentina      | 17 de julho de 1995     | Copa América          | 0    |
| 10      | Brasil 1–0 Estados Unidos | 20 de julho de 1995     | Copa América          | 0    |
| 11      | Brasil 5–1 Japão          | 9 de agosto de 1995     | Amistoso              | 1    |
| 12      | Brasil 1–0 Coreia do Sul  | 12 de agosto de 1995    | Amistoso              | 0    |
| 13      | Brasil 2–2 Romênia        | 27 de setembro de 1995  | Amistoso              | 1    |
| 14      | Brasil 2–0 Uruguai        | 11 de outubro de 1995   | Amistoso              | 0    |
| 15      | Brasil 3–1 Colômbia       | 20 de dezembro de 1995  | Amistoso              | 0    |
| 16      | Brasil 4–1 Canadá         | 12 de janeiro de 1996   | Copa Ouro da CONCACAF | 1    |
| 17      | Brasil 5–0 Honduras       | 14 de janeiro de 1996   | Copa Ouro da CONCACAF | 1    |
| 18      | Brasil 1–0 Estados Unidos | 18 de janeiro de 1996   | Copa Ouro da CONCACAF | 0    |
| 19      | Brasil 0–2 México         | 21 de janeiro de 1996   | Copa Ouro da CONCACAF | 0    |
| 20      | Brasil 8–2 Gana           | 27 de março de 1996     | Amistoso              | 1    |
| 21      | Brasil 3–2 África do Sul  | 24 de abril de 1996     | Amistoso              | 0    |
| 22      | Brasil 1–1 Croácia        | 22 de maio de 1996      | Amistoso              | 1    |
| 23      | Brasil 2–2 Holanda        | 9 de outubro de 1999    | Amistoso              | 0    |
| 24      | Brasil 1–1 Uruguai        | 28 de junho de 2000     | Amistoso              | 0    |

- Fonte: Livro - Seleção Brasileira: 1914–2006. Por Antonio Carlos Napoleão, Roberto Assaf[25]

###### Gols
Seleção Sub-20
|   | Ano  | Equipe | Resultado | Adversário       | Gols | Competição                                          | Ref. |
| - | ---- | ------ | --------- | ---------------- | ---- | --------------------------------------------------- | ---- |
| 1 | 1992 | Brasil | 10–0      | Sel. Pirai       | 1    | Amistoso                                            |      |
| 2 | 1992 | Brasil | 2–1       | Austrália        | 1    | Amistoso                                            |      |
| 3 | 1992 | Brasil | 1–1       | Austrália        | 1    | Amistoso                                            |      |
| 4 | 1992 | Brasil | 6–0       | Cuba             | 1    | Troféu Carabobo                                     |      |
| 5 | 1992 | Brasil | 3–0       | Argélia          | 1    | Festival Internacional de Futebol Val-Action Sub-20 |      |
| 6 | 1992 | Brasil | 6–1       | República Tcheca | 1    | Festival Internacional de Futebol Val-Action Sub-20 |      |
| 7 | 1992 | Brasil | 2–1       | Rússia           | 1    | Festival Internacional de Futebol Val-Action Sub-20 |      |
| 8 | 1992 | Brasil | 2–3       | República Tcheca | 1    | Torneio de Toulon                                   |      |

Seleção Olímpica
|         | Partida                   | Data                    | Competição           | Gols |
| ------- | ------------------------- | ----------------------- | -------------------- | ---- |
| 1, 2, 3 | Brasil 5–0 Chile          | 19 de outubro de 1994   | Amistoso             | 3    |
| 4       | Brasil 4–1 Canadá         | 12 de janeiro de 1996   | Amistoso             | 1    |
| 5       | Brasil 5–0 Honduras       | 14 de janeiro de 1996   | Amistoso             | 1    |
| 6       | Brasil 1–0 Estados Unidos | 18 de janeiro de 1996   | Amistoso             | 1    |
| 7       | Brasil 0–2 México         | 21 de janeiro de 1996   | Amistoso             | 1    |
| 8, 9    | Brasil 2–0 Bulgária       | 11 de fevereiro de 1996 | Amistoso             | 2    |
| 10      | Brasil 1–0 Ucrânia        | 13 de fevereiro de 1996 | Amistoso             | 1    |
| 11, 12  | Brasil 4–1 Peru           | 18 de fevereiro de 1996 | Torneio Pré-Olímpico | 2    |
| 13, 14  | Brasil 5–0 Venezuela      | 1 de março de 1996      | Torneio Pré-Olímpico | 2    |
| 15      | Brasil 2–2 Argentina      | 6 de março de 1996      | Torneio Pré-Olímpico | 1    |

Seleção Principal
|    | Data                   | Local                                               | Resultado | Adversário | Gols | Competição            | Ref. |
| -- | ---------------------- | --------------------------------------------------- | --------- | ---------- | ---- | --------------------- | ---- |
| 1. | 9 de agosto de 1995    | Estádio Olímpico de Tóquio, Tóquio                  | 5–1       | Japão      | 1    | Amistoso              |      |
| 2. | 27 de setembro de 1995 | Estádio Mineirão, Belo Horizonte                    | 2–2       | Romênia    | 1    | Amistoso              |      |
| 3. | 12 de janeiro de 1996  | Los Angeles Memorial Coliseum, Los Angeles          | 4–1       | Canadá     | 1    | Copa Ouro da CONCACAF |      |
| 4. | 14 de janeiro de 1996  | Los Angeles Memorial Coliseum, Los Angeles          | 5–0       | Honduras   | 1    | Copa Ouro da CONCACAF |      |
| 5. | 27 de março de 1996    | Estádio Benedito Teixeira, São José do Rio Preto-SP | 8–2       | Gana       | 1    | Amistoso              |      |
| 6. | 22 de maio de 1996     | Estádio Vivaldo Lima, Manaus-AM                     | 1–1       | Croácia    | 1    | Amistoso              |      |

## Pós-futebol
Savio encerrou a carreira em 2010, após atuar pelo Avaí. Em 2012, depois de criar uma empresa de gestão esportiva, implementou no Guarani de Palhoça os conhecimentos adquiridos ao longo dos 20 anos de futebol. Esta empresa também trabalha com agenciamento de jogadores, como, por exemplo, quando indicou o lateral-direito Wesley ao Flamengo, após descobri-lo em um jogo do Atlético Tubarão.
Além da rodagem e aprendizado nos gramados brasileiros e espanhóis, Sávio aproveitou a passagem pelo Real Madrid, entre 1997 e 2002, para participar de cursos sobre administração no futebol e marketing esportivo. Nesse curto período de criação da sua empresa, o, agora empresário, promove palestras e clínicas dirigidas ao esporte. O ex-atleta também faz abordagens sobre suas experiências no futebol e dos cursos em que participou, destacando a motivação, superação, economia e investimentos.
Foi comentarista do Campeonato Catarinense pela RBS TV de Santa Catarina. Em agosto de 2015 foi contratado pelo Esporte Interativo para ser comentarista do canal, em principal da Liga dos Campeões da UEFA. Sávio já lançou um livro sobre sua carreira, "SÁVIO - Dribles certeiros de uma carreira de sucesso", que fala sobre como administrou sua carreira e como pensou o seu pós-carreira. Foi escrito pelo jornalista Renan Koerich e lançado pela editora Maquinária.
Atualmente Sávio reside em Florianópolis, Santa Catarina e é proprietário da Bortolini Patrimonial, empresa na área de investimentos imobiliários próprios, e da Sávio Soccer, empresa de gerenciamento de carreiras de jovens atletas de futebol.

## Estatísticas

### Clubes
| Clube                   | Ano/Temporada    | Campeonato Nacional             | Campeonato Nacional | Campeonato Nacional | Copa  | Copa | Torneios Continentais | Torneios Continentais | Total | Total |
| Clube                   | Ano/Temporada    | Divisão                         | Jogos               | Gols                | Jogos | Gols | Jogos                 | Gols                  | Jogos | Gols  |
| ----------------------- | ---------------- | ------------------------------- | ------------------- | ------------------- | ----- | ---- | --------------------- | --------------------- | ----- | ----- |
| Flamengo                | 1992             | Campeonato Brasileiro - Série A |                     |                     |       |      |                       |                       | 3     | 2     |
| Flamengo                | 1993             | Campeonato Brasileiro - Série A |                     |                     |       |      |                       |                       | 8     | 2     |
| Flamengo                | 1993             | Campeonato Brasileiro - Série A |                     |                     |       |      |                       |                       | 61    | 16    |
| Flamengo                | 1995             | Campeonato Brasileiro - Série A |                     |                     |       |      |                       |                       | 70    | 27    |
| Flamengo                | 1996             | Campeonato Brasileiro - Série A |                     |                     |       |      |                       |                       | 41    | 19    |
| Flamengo                | 1997             | Campeonato Brasileiro - Série A |                     |                     |       |      |                       |                       | 67    | 29    |
| Flamengo                | 2006             | Campeonato Brasileiro - Série A |                     |                     |       |      |                       |                       | 10    | 0     |
| Total pelo clube        | Total pelo clube | Total pelo clube                |                     |                     |       |      |                       |                       | 265   | 95    |
| Real Madrid             | 1997–98          | La Liga                         | 12                  | 3                   | 1     | 0    | 2                     | 0                     | 15    | 3     |
| Real Madrid             | 1998–99          | La Liga                         | 34                  | 6                   | 6     | 1    | 7                     | 3                     | 49    | 10    |
| Real Madrid             | 1999–00          | La Liga                         | 25                  | 4                   | 2     | 0    | 11                    | 4                     | 42    | 9     |
| Real Madrid             | 2000–01          | La Liga                         | 26                  | 3                   | 1     | 1    | 11                    | 1                     | 40    | 5     |
| Real Madrid             | 2001–02          | La Liga                         | 8                   | 0                   | 1     | 1    | 4                     | 2                     | 14    | 3     |
| Total pelo clube        | Total pelo clube | Total pelo clube                | 105                 | 16                  | 11    | 3    | 35                    | 10                    | 160   | 30    |
| Bordeaux                | 2002–03          | Ligue 1                         | 27                  | 7                   | 5     | 2    | 4                     | 1                     | 36    | 10    |
| Total pelo clube        | Total pelo clube | Total pelo clube                | 27                  | 7                   | 5     | 2    | 4                     | 1                     | 36    | 10    |
| Zaragoza                | 2003–04          | La Liga                         | 29                  | 2                   | 5     | 1    | 0                     | 0                     | 34    | 3     |
| Zaragoza                | 2004–05          | La Liga                         | 36                  | 10                  | 1     | 0    | 10                    | 4                     | 47    | 14    |
| Zaragoza                | 2005–06          | La Liga                         | 30                  | 4                   | 2     | 0    | 0                     | 0                     | 32    | 4     |
| Total pelo clube        | Total pelo clube | Total pelo clube                | 95                  | 16                  | 8     | 1    | 10                    | 4                     | 113   | 21    |
| Real Sociedad           | 2006–07          | La Liga                         | 19                  | 5                   | 0     | 0    | 0                     | 0                     | 19    | 5     |
| Total pelo Clube        | Total pelo Clube | Total pelo Clube                | 19                  | 5                   | 0     | 0    | 0                     | 0                     | 19    | 5     |
| Levante                 | 2007–08          | La Liga                         | 12                  | 0                   | 0     | 0    | 0                     | 0                     | 12    | 0     |
| Total pelo clube        | Total pelo clube | Total pelo clube                | 12                  | 0                   | 0     | 0    | 0                     | 0                     | 12    | 0     |
| Desportiva Capixaba     | 2008             | Campeonato Brasileiro - Série D |                     |                     |       |      |                       |                       | 9     | 6     |
| Total pelo clube        | Total pelo clube | Total pelo clube                |                     |                     |       |      |                       |                       | 9     | 6     |
| Anorthosis Famagusta FC | 2008–09          | Protáthlima A΄ Katigorías       | 16                  | 4                   | 0     | 0    | 4                     | 1                     | 20    | 5     |
| Total pelo clube        | Total pelo clube | Total pelo clube                | 16                  | 4                   | 0     | 0    | 4                     | 1                     | 20    | 5     |
| Avaí                    | 2010             | Campeonato Brasileiro - Série A |                     |                     |       |      |                       |                       | 31    | 4     |
| TOTAL                   | TOTAL            | TOTAL                           |                     |                     |       |      |                       |                       | 665   | 176   |

- 1 Incluídos: uma partida pela Copa Intercontinental de 1998 e uma partida pela Supercopa da UEFA de 1998
- 2 Incluídos: quatro partidas e um gol pela Campeonato Mundial de Clubes da FIFA de 2000
- 3 Incluídos: uma partida na Copa Intercontinental de 2000 e uma partida na Supercopa da UEFA de 2000
- 4 Incluídos: uma partida na Supercopa da Espanha de 2001

## Títulos
Flamengo
- Campeonato Brasileiro: 1992
- Taça Brahma dos Campeões: 1992
- Taça Guanabara: 1995 e 1996
- Taça Rio: 1996
- Campeonato Carioca: 1996
- Copa de Ouro Nicolás Leoz: 1996
- Copa dos Campeões Mundiais: 1997
- Copa do Brasil: 2006

Real Madrid
- Liga dos Campeões da UEFA: 1997–98, 1999–00 e 2001–02
- Troféu Santiago Bernabéu: 1998, 1999 e 2000
- Copa Intercontinental: 1998
- La Liga: 2000–01
- Supercopa da Espanha: 2001
- Supercopa da UEFA: 2002

Zaragoza
- Copa do Rei: 2003–04
- Supercopa da Espanha: 2004

Desportiva Ferroviária
- Copa Espírito Santo: 2008

Avaí
- Campeonato Catarinense: 2010

Seleção Brasileira
- Torneio Pré-Olímpico: 1996
- Medalha de bronze nas Olimpíadas de Atlanta: 1996

### Prêmios individuais
- Artilheiro da Copa do Brasil de 1995 (7 gols)
- Melhor jogador do Campeonato Carioca de 1996
- Artilheiro da Copa de Ouro Nicolás Leoz de 1996 (3 gols)

### Honrarias
- 1998 - Título de Cidadão do Estado do Rio de Janeiro[33]